# Bruno Fernandes de Souza
Bruno Fernandes das Dores de Souza (Ribeirão das Neves, 1984. december 23. –), ismert nevén Bruno, brazil labdarúgókapus. Rendelkezik portugál állampolgársággal is. 2013. március 8-án barátnője meggyilkolásáért 22 év börtönbüntetésre ítélték.